# Alcon
Alcon ist ein Pharmaunternehmen mit Sitz in Freiburg (Schweiz) und operativer Hauptzentrale in Fort Worth, Texas und Vernier, Genf. Es hat sich auf Augenheilkunde spezialisiert.

## Geschichte
Alcon wurde 1945 in Fort Worth in Texas, USA, von den Apothekern Robert Alexander und William Conner gegründet, von denen sich auch der Name ableitet. Diese legten schon früh einen Schwerpunkt auf Augenheilkunde.
Das Unternehmen wurde 1977 von Nestlé übernommen, das damit in das Pharmageschäft einstieg. 2002 entschied sich Nestlé, Alcon als Spin-off wieder an die Börse zu bringen. Die Aktien von Alcon waren damals an der New York Stock Exchange notiert. Nestlé war, nachdem im Dezember 2008 24,8 % an Novartis verkauft wurden, noch mit 52 % der Anteile an Alcon beteiligt und veräußerte diese im Jahr 2010 ebenfalls an Novartis. Damit bezahlte Novartis insgesamt 38,7 Milliarden Dollar an Nestlé für deren 77 % Anteil an Alcon.
Alcon beschäftigte im Jahr 2007 in 75 Ländern insgesamt rund 14'500 Mitarbeiter und erwirtschaftete einen Umsatz von 5,6 Milliarden US-Dollar.
Am 19. Januar 2010 meldete Alcon den Kauf dreier Augenheilkunde-Produkte von Sirion Therapeutics: Die beiden FDA-zugelassenen Präparate Durezol® (Difluprednate) und Zirgan® (Ganciclovir) sowie die globalen Vermarktungsrechte (ausgenommen Lateinamerika) für Zyclorin® (Cyclosporin A), das sich zu diesem Zeitpunkt in der klinischen Entwicklung befand. Im Januar 2010 gab Novartis die Übernahme von weiteren 52 % des Aktienkapitals sowie die Absicht, auch den 23-prozentigen Minderheitsanteil erwerben zu wollen, bekannt.
Nach der vollständigen Übernahme durch Novartis wurde Alcon mit Ciba Vision fusioniert und bildete zusammen mit einigen ophthalmologischen Pharmazeutika innerhalb des Novartis-Konzerns eine neue Division für Augenheilkunde.
Im Jahr 2018 wurde die Ausgründung der Alcon beschlossen, der Börsengang an der SIX Swiss Exchange und an der New York Stock Exchange erfolgte am 9. April 2019. Die Aktien der Alcon sind Bestandteil des Swiss Market Index.